# 10a etapa del Tour de França 2008

Perfil de la 10a etapa del Tour de França 2008

La 10a etapa del Tour de França 2008 es va córrer el dilluns 14 de juliol, entre Pau i l'estació d'esquí d'Hautacam, amb un recorregut de 156 km.

## Perfil de l'etapa

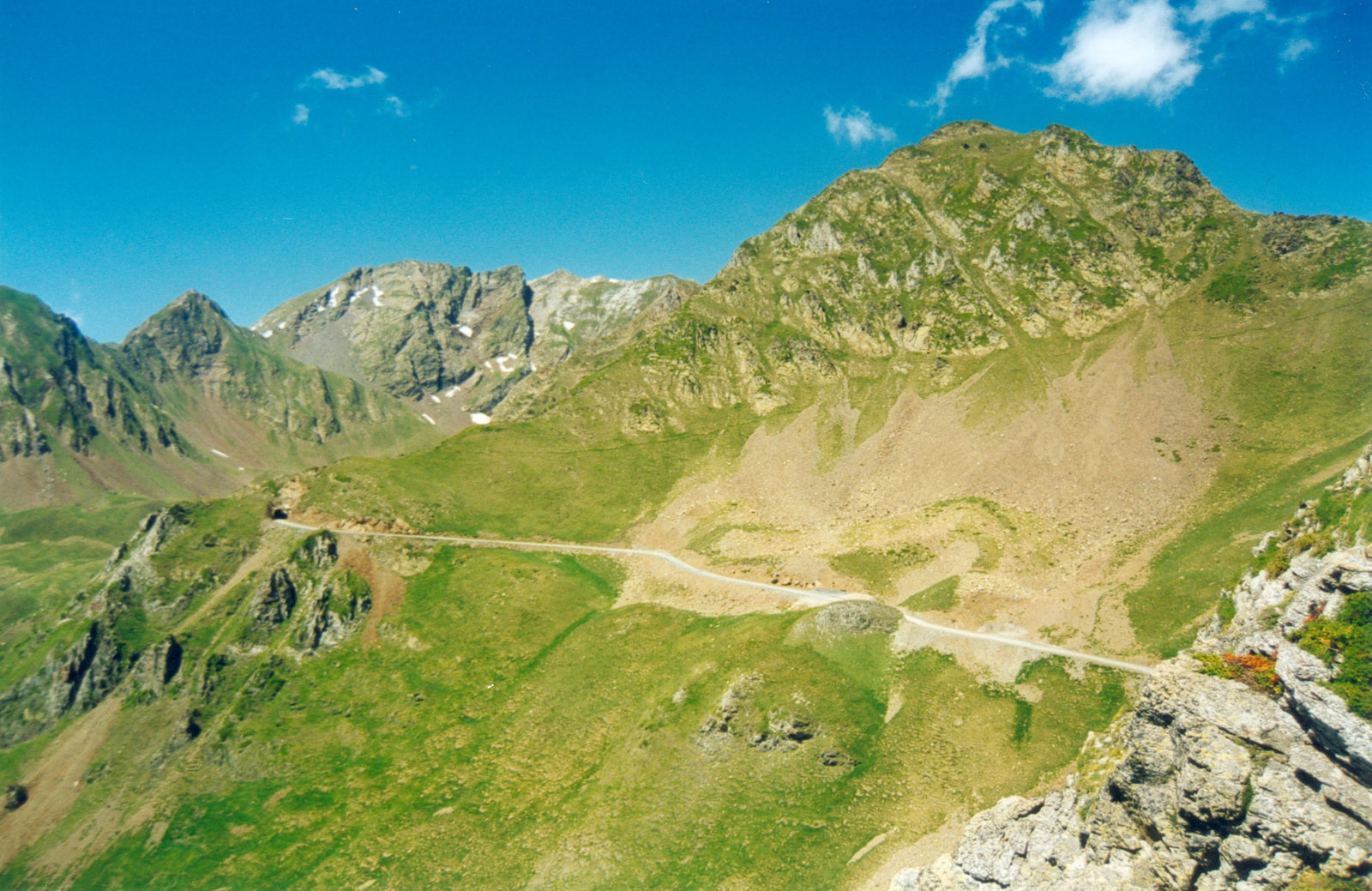
El coll del Tourmalet

La segona etapa dels Pirineus és la primera gran etapa de muntanya d'aquesta edició del Tour de França. Els ciclistes hauran de superar dos ports de muntanya de categoria especial: el mític Tourmalet i l'ascens final fins a Hautacam, on hi ha situada l'arribada.
La primera meitat de la cursa transcorre per terrenys ondulats que aproximaran els ciclistes cap als grans colossos pirinencs del dia. 38 km després de la sortida, a Pau, (Pirineus Atlàntics), els ciclistes es troben amb la primera dificultat muntanyosa del dia, la Cota de Bénéjacq (3a categoria), per passar tot seguit al departament dels Alts Pirineus, passant per Lorda i Banhèras de Bigòrra. En aquest primer tram de cursa també es trobaran els esprints de Lamarque-Pontacq (km 44) i Pouzac (km 74), i la segona dificultat muntanyosa del dia, la Cota de Loucrup (3a categoria, km 67).
La segona meitat de la cursa ve marcada per les dues ascensions a ports de muntanya de categoria especial de l'etapa. El primer d'ells és el Tourmalet, que es puja per la cara est, per Sainte-Marie-de-Campan. Amb el cim a 2.115 msnm i un pendent mitjà del 7,4% és un dels cims llegendaris del Tour. Un ràpid descens acostarà els ciclistes als peus de l'Hautacam, un port de 14 km de llargada que té el punt culminant a 1.520 msnm.

## Desenvolupament de l'etapa
Un grup de 24 ciclistes s'escapen quan tan sols es porten disputats 10 km de l'etapa, entre ells: Fabian Cancellara (Team CSC), Hubert Dupont (AG2R Prévoyance), Markus Fothen (Gerolsteiner), Óscar Freire (Rabobank ProTeam), Rémy di Grégorio, Jérémy Roy (FDJ) i Leonardo Duque (Cofidis). A poc a poc s'aniran distanciant del gran grup, fins a obtenir una diferència màxima de 9' 30" als peus del Tourmalet. Rémy di Gregorio s'escapa a 15 km del cim del Tourmalet i passa sol pel gran premi de la muntanya amb 2'10" sobre els seus immediats perseguidors i 6' sobre el grup del mallot groc. Óscar Pereiro, Damiano Cunego i Alejandro Valverde no poden seguir el ritme del grup principal i en són despenjats a manca de 2,5 km del coll.
Una bona estratègia del Team CSC, que frena a Fabian Cancellara que encara anava escapat, i el posa a tirar del gran grup, farà que el ritme augmenti considerablement durant el descens del Tourmalet i els pocs quilòmetres de pla que duen els ciclistes als peus de l'Hautacam. En aquest punt estan a punt d'agafar a Di Gregorio, mentre que Valverde i Cunego ja perden 2' 50". En les primeres rampes de l'Hautacam Kim Kirchen perd el contacte amb el grup de favorits i poc després Juan José Cobo Acebo, Leonardo Piepoli i Fränk Schleck s'escapen, obtenint 1' 40" d'avantatge a 5 km del cim, respecte al grup compost per Cadel Evans, Denís Ménxov, Carlos Sastre, Moisés Dueñas Nevado, Stéphane Goubert, Christian Vande Velde i Riccardo Riccò. Piepoli i Cobo Acebo acaben per distanciar Fränk Schleck a 2,5 km de l'arribada. Piepoli aconseguirà el triomf d'etapa per davant del seu company d'equip Juan José Cobo, mentre que el nou líder serà Cadel Evans, amb sols un segon d'avantatge respecte Fränk Schleck. El fins ara líder Kim Kirchen acabarà perdent 4' 19", amb la qual cosa passarà a la 7a posició de la classificació general. El Saunier Duval-Scott és el nou líder de la classificació per equips, i els seus ciclistes aconsegueixen, amb aquesta, la segona victòria consecutiva.
Finalment Damiano Cunego perd 5' 51" i Alejandro Valverde 5' 52", perdent d'aquesta manera quasi totes les opcions de victòria al Tour. El seu company d'equip Óscar Pereiro va perdre, per la seva part, 7' 03".

## Esprints intermedis
- 1r esprint intermedi. Lamarque-Pontacq (km 44)

| 1r | Óscar Freire    | 6 pts |
| 2n | Romain Feillu   | 4 pts |
| 3r | Filippo Pozzato | 2 pts |

- 2n esprint intermedi. Pouzac (km 74,5)

| 1r | Óscar Freire   | 6 pts |
| 2n | Leonardo Duque | 4 pts |
| 3r | Jérémy Roy     | 2 pts |

## Ports de muntanya
| 1r | David de la Fuente | 4 pts |
| 2n | Filippo Pozzato    | 3 pts |
| 3r | Leonardo Duque     | 2 pts |
| 4t | Pierrick Fedrigo   | 1 pt  |

| 1r | Leonardo Duque   | 4 pts |
| 2n | Rémy di Grégorio | 3 pts |
| 3r | Markus Fothen    | 2 pts |
| 4t | Jérémy Roy       | 1 pt  |

| 1r  | Rémy di Grégorio  | 20 pts |
| 2n  | Jérémy Roy        | 18 pts |
| 3r  | Hubert Dupont     | 16 pts |
| 4t  | Leonardo Duque    | 14 pts |
| 5è  | Markus Fothen     | 12 pts |
| 6è  | Fabian Cancellara | 10 pts |
| 7è  | Óscar Freire      | 8 pts  |
| 8è  | Riccardo Riccò    | 7 pts  |
| 9è  | Jens Voigt        | 6 pts  |
| 10è | Carlos Sastre     | 5 pts  |

| 1r  | Leonardo Piepoli      | 40 pts |
| 2n  | Juan José Cobo Acebo  | 36 pts |
| 3r  | Fränk Schleck         | 32 pts |
| 4t  | Bernhard Kohl         | 28 pts |
| 5è  | Vladímir Iefimkin     | 24 pts |
| 6è  | Riccardo Riccò        | 20 pts |
| 7è  | Carlos Sastre         | 16 pts |
| 8è  | Cadel Evans           | 14 pts |
| 9è  | Denís Ménxov          | 12 pts |
| 10è | Christian Vande Velde | 10 pts |

## Classificació de l'etapa
| Pos. | Ciclista              | Equip               | Temps      |
| ---- | --------------------- | ------------------- | ---------- |
| 1.   | Leonardo Piepoli      | Saunier Duval-Scott | 4h 19' 27" |
| 2.   | Juan José Cobo Acebo  | Saunier Duval-Scott | m. t.      |
| 3.   | Fränk Schleck         | Team CSC            | + 28"      |
| 4.   | Bernhard Kohl         | Gerolsteiner        | + 01' 06"  |
| 5.   | Vladímir Iefimkin     | AG2R Prévoyance     | + 02' 05"  |
| 6.   | Riccardo Riccò        | Saunier Duval-Scott | + 02' 17"  |
| 7.   | Carlos Sastre         | Team CSC            | m. t.      |
| 8.   | Cadel Evans           | Silence-Lotto       | m. t.      |
| 9.   | Denís Ménxov          | Rabobank ProTeam    | m. t.      |
| 10.  | Christian Vande Velde | Garmin Chipotle     | m. t.      |

## Classificació general
| Pos. | Ciclista             | Equip               | Temps       |
| ---- | -------------------- | ------------------- | ----------- |
| 1.   | Cadel Evans          | Silence-Lotto       | 42h 29' 09" |
| 2.   | Fränk Schleck        | Team CSC            | + 1"        |
| 3.   | Christian VandeVelde | Garmin Chipotle     | + 38"       |
| 4.   | Bernhard Kohl        | Gerolsteiner        | + 46"       |
| 5.   | Denís Ménxov         | Rabobank ProTeam    | + 57"       |
| 6.   | Carlos Sastre        | Team CSC            | + 1'28"     |
| 7.   | Kim Kirchen          | Columbia            | + 1'56"     |
| 8.   | Juan José Cobo Acebo | Saunier Duval-Scott | + 2'10"     |
| 9.   | Riccardo Riccò       | Saunier Duval-Scott | + 2'29"     |
| 10.  | Vladímir Iefimkin    | AG2R Prévoyance     | + 2'32"     |

## Classificacions annexes

### Classificació per punts
| Classificació per punts | Total   |
| ----------------------- | ------- |
| Óscar Freire            | 131 pts |
| Kim Kirchen             | 124 pts |
| Thor Hushovd            | 105 pts |

### Classificació de la muntanya
| Classificació de la muntanya | Total  |
| ---------------------------- | ------ |
| Riccardo Riccò               | 77 pts |
| David de la Fuente           | 65 pts |
| Sebastian Lang               | 57 pts |

### Classificació del millor jove
| Classificació del millor jove | Total       |
| ----------------------------- | ----------- |
| Riccardo Riccò                | 42h 31' 38" |
| Vincenzo Nibali               | + 1' 49"    |
| Maxime Monfort                | + 4' 18"    |

### Classificació per equips
| Classificació per equips | Total        |
| ------------------------ | ------------ |
| Saunier Duval-Scott      | 127h 29' 48" |
| Team CSC                 | + 04' 40"    |
| AG2R Prévoyance          | + 09' 29"    |

### Combativitat
Rémy di Grégorio (FDJ)

## Abandonaments
Iuri Trofímov (Bouygues Telecom)